# Une nuit douce
Pour plus de détails, voir Fiche technique et Distribution.
Une nuit douce (小城二月, Xiao cheng er yue) est un court métrage chinois réalisé par Yang Qiu, sorti en 2017. Il est récompensé en 2017 par la Palme d'or du court métrage.

## Fiche technique
- Titre original : Xiao cheng er yue
- Titre anglais : A Gentle Night
- Réalisation : Yang Qiu
- Scénario : Yang Qiu
- Photographie : Constanze Schmitt
- Montage : Carlo Francisco Manatad
- Décors : Yinghao Shan
- Pays d'origine :  Chine
- Langue originale : chinois
- Format : couleur
- Genre : Drame
- Durée : 15 minutes

## Distribution
- Shuxian Li : Cai
- Zhongwei Sun : Ding
- Yaning Ding : Bai

## Distinctions
Le film a reçu la Palme d'or du court métrage lors du festival de Cannes 2017.